# Giuseppe Siboni

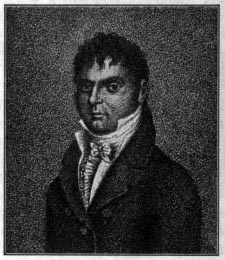
Giuseppe Siboni

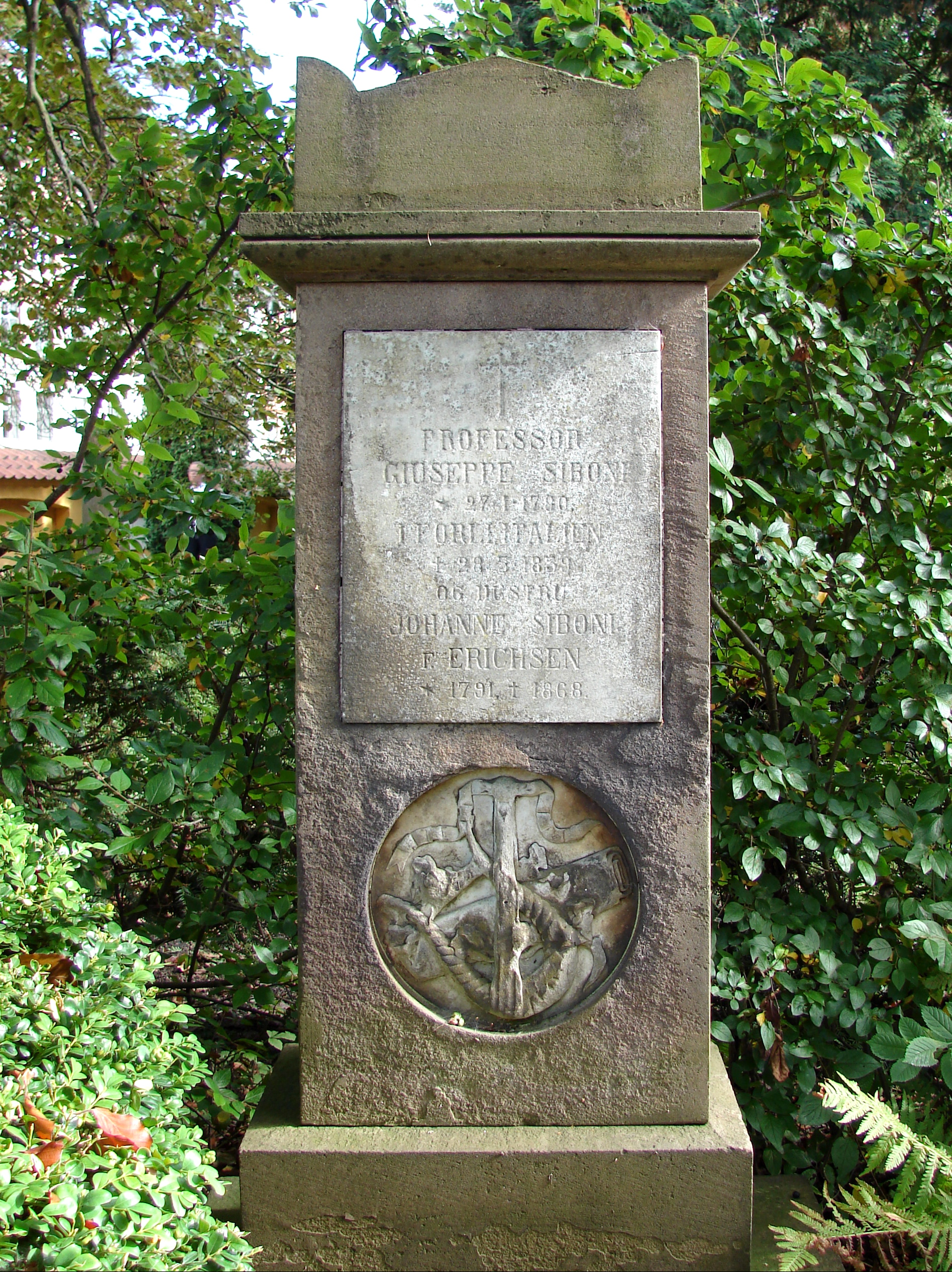
Giuseppe Siboni (Grabmal)

Giuseppe Siboni (* 27. Januar 1780 in Forlì, Italien; † 28. März 1839 in Kopenhagen) war ein italienisch-dänischer Tenor, Gesangslehrer und Begründer der Kopenhagener Musikakademie.

## Leben
Siboni debütierte 1797 in Florenz und trat an mehreren italienischen Bühnen auf. Von 1800 bis 1805 hatte er ein Engagement am Ständetheater in Prag und ging Ende 1805 an die Mailänder Scala. Zwischen 1806 und 1809 folgten Auftritte in London und Irland. Nach einem weiteren Jahr an der Mailänder Scala war er zwischen 1810 und 1814 an der Wiener Hofoper tätig, anschließend bis 1817 am Teatro San Carlo in Neapel. Er war Kammervirtuose der Herzogin Marie Louise von Parma. 1819 wurde er Prinz Christian VIII. von Dänemark 1819 als königlicher Gesangspädagoge nach Kopenhagen eingeladen. In Kopenhagen bekleidete er das Amt des Meisters und Direktors der königlichen Gesangsschule des Hoftheaters und erhielt die dänische Staatsbürgerschaft. 1823 wurde er zum Kammersänger des Königs ernannt und gründete 1826 die erste Musikakademie, an der u. a. Hans Christian Andersen ab 1821 Unterricht nahm.
Zu Sibonis berühmtesten Schülerinnen gehörte die Sängerin Johanne Luise Heiberg.

## Familie
Siboni hatte eine Tochter, Josepha Moisa Franciska Romalia Anna Maria, genannt „Peppina“ (* 6. Februar 1806 in Mailand; † 25. Dezember 1866 in Kopenhagen), die eine beachtliche Pianistin wurde. Sie heiratete 1824 den Kopenhagener Kaufmann und Bankier Ferdinand Tutein (1788–1880). Clara Schumann widmete ihr die Erstausgabe ihres Scherzo c-Moll op. 14 (1845).